# Chemin de fer Froissy-Dompierre
| 0-6-0 WT Decauville-Dampflok des P’tit Train de la Haute Somme |                     |                         |                         |
| Streckenverlauf 2008 |                     |                         |                         |
| Streckenlänge: | 7 km                |                         |                         |
| Spurweite: | 600 mm (Schmalspur) |                         |                         |
| |                     |                         |                         |
| \| \| 0.00 \| Froissy \| Froissy \| \| \| \| Eisenbahnmuseum Froissy \| \| \| \| 1.80 \| Cappy \| Cappy \| \| \| \| Tunnel von Cappy \| \| \| \| \| Le Z (Spitzkehre) \| \| \| \| 4.60 \| Plateau de Santerre \| Plateau de Santerre \| \| \| 7.00 \| Dompierre \| Dompierre \| |                     |                         |                         |
| Kopfbahnhof Streckenanfang | 0.00                | Froissy                 | Froissy                 |
| Blockstelle |                     | Eisenbahnmuseum Froissy | Eisenbahnmuseum Froissy |
| Bahnhof | 1.80                | Cappy                   | Cappy                   |
| Tunnel |                     | Tunnel von Cappy        | Tunnel von Cappy        |
| Abzweig quer, nach links und von rechts |                     | Le Z (Spitzkehre)       | Le Z (Spitzkehre)       |
| Bahnhof | 4.60                | Plateau de Santerre     | Plateau de Santerre     |
| Kopfbahnhof Streckenende | 7.00                | Dompierre               | Dompierre               |

Die Schmalspurbahn Froissy–Dompierre (Französisch: Chemin de fer Froissy-Dompierre (CFCD) bzw. P'tit Train de la Haute Somme) ist eine 7 km lange Schmalspurbahn mit einer Spurweite von 600 mm von Froissy (einem Ortsteil von La Neuville-lès-Bray) nach  Dompierre-Becquincourt, durch Cappy im Département Somme in Frankreich.

## Geschichte

600-mm-Schmalspurnetz um Péronne im Jahr 1923

Die französische Armee baute die Schmalspurbahn 1915 während des Ersten Weltkriegs entlang dem Canal de la Somme. Sie lag an der Frontlinie und wurde von 1916 bis 1918 zum Gütertransport von 1500 t täglich militärisch genutzt. In Froissy traf sie auf die Réseau Albert mit Meterspur, die wiederum an die CFCD angeschlossen war.
In der Nachkriegszeit diente die Bahn unter der Leitung des Ministère des Régions libérées dem Wiederaufbau und Lebensmitteltransport.
Um die in Zuckerfabrik in Dompierre (Sucrerie centrale du Santerre, SCS) an den Hafen von Cappy anzuschließen, wurde 1927 eine Verlängerung der Strecke auf die Kreide-Hochebene von Santerre gebaut. Wegen der starken Steigung musste um den Hafen von Cappy zu erfahren ein Tunnel gebaut werden, an den sich eine Spitzkehre anschloss. So diente die Bahn hauptsächlich dem Zuckerrübentransport, und der Abtransport der fertigen Produkte. Personenverkehr gab es nicht.
Die Bahnstrecke wurde 1931 bis Chaulnes verlängert. Sie hat den Zweiten Weltkrieg nahezu unbeschädigt überstanden, allerdings wurde ein Molasse-Zug von britischen Bombern angegriffen. Die Verlängerungen nach Péronne und Chaulnes wurden 1954 wwegen starken Rückgang der Transportleistungen außer Betrieb genommen, und der Rest der Strecke 1972 stillgelegt, zu einem Zeitpunkt, als die Museumsbahn bereits ihren Betrieb aufgenommen hatte.

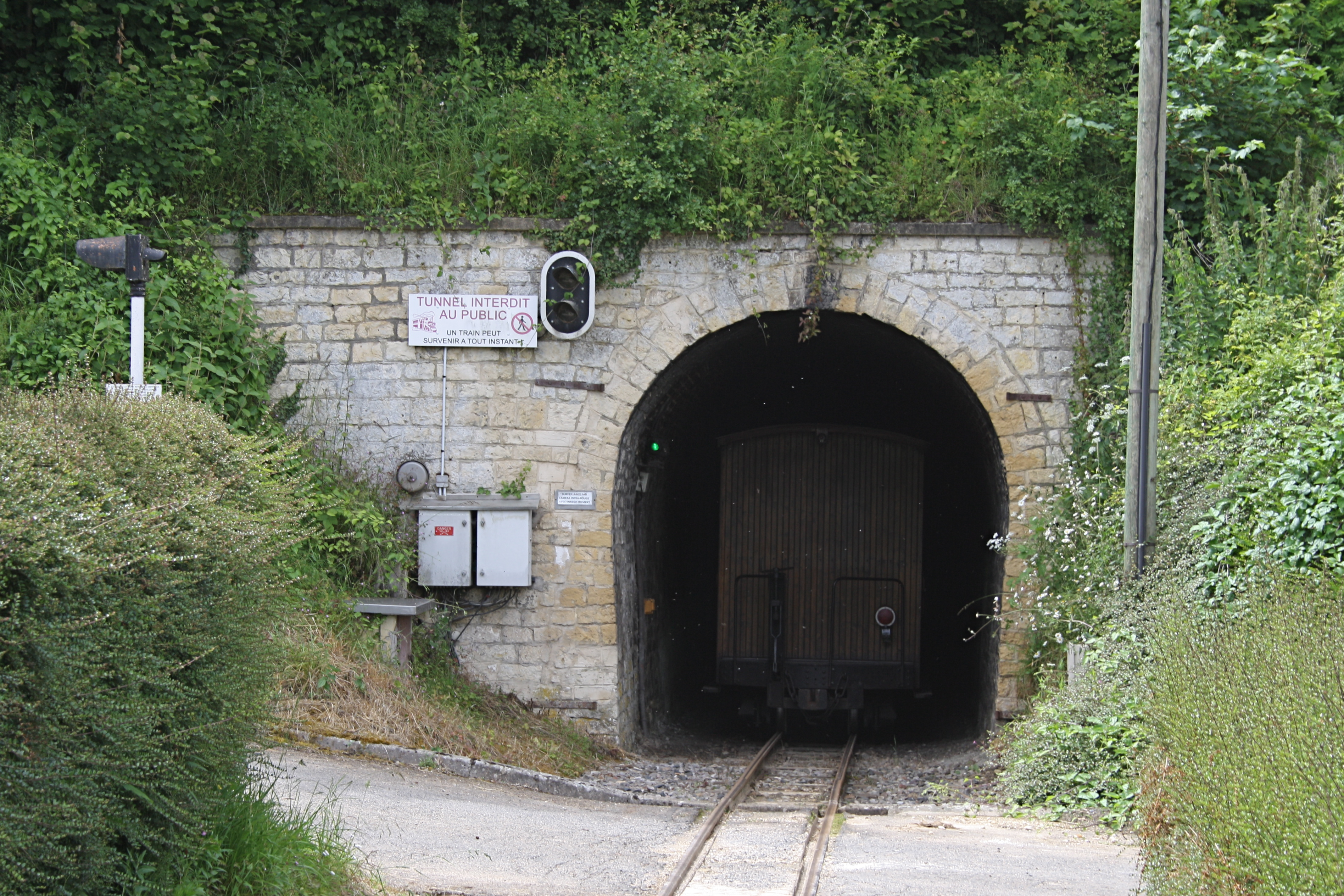
Östlicher Tunnelmund in Cappy

## Museumseisenbahn
Die Museumseisenbahn wird heute von der 1970 gegründeten APPEVA (Association Picarde pour la Préservation et l'Entretien des Véhicules Anciens) betrieben und ist als P'tit Train de la Haute Somme bekannt. Sie ist die letzte noch in Betrieb befindliche 600-mm-Schmalspurbahn der Schützengräben des Ersten Weltkriegs.
Der erste APPEVA-Zug fuhr im Juni 1971 zwischen Cappy und Froissy über eine Entfernung von 1 km. Die Strecke wurde 1974 bis zum oberen Ende der Spitzkehre und 1976 bis nach Dompierre verlängert, nachdem der Bahnübergang auf der Hochebene von Santerre fertiggestellt worden war. Die Eröffnung des Museums in Froissy fand 1996 statt.
Die APPEVA übernahm die Fahrzeuge der Zuckerfabrik und erwarb Lokomotiven und Wagen aus ganz Frankreich und dem Ausland. Auf Güterwagengestellen amerikanischer Produktion wurden Personenwagen unterschiedlicher Bauart aufgebaut. 
In Froissy entstand ein Ringlokschuppen mit Drehscheibe, eine Wagenhalle, eine Werkstatt und ein Depot. In den Hallen werden die restaurierten Fahrzeuge ausgestellt. 

## Schienenfahrzeuge des Museums

### Dampflokomotiven
| Nr. | Name      | Hersteller         | Anzahl der Räder | Leistung    | Seriennr. | Baujahr | Herkunft                                                                                 | Bemerkungen                                         | Foto |
| --- | --------- | ------------------ | ---------------- | ----------- | --------- | ------- | ---------------------------------------------------------------------------------------- | --------------------------------------------------- | ---- |
| 1   |           | Henschel           | 0-4-0 T          |             | 23735     | 1937    |                                                                                          |                                                     |      |
| 2   |           | Neumeyer           | 0-4-0 T          |             | 19        | 1922    |                                                                                          |                                                     |      |
| 3   |           | Decauville         | 0-6-0 T          | 50 PS       | 1825      | 1928    | Port de Bordeaux                                                                         | Typ Progrès                                         |      |
| 4   |           | Krauss             | 0-8-0 T          | 70 PS       | 7373      | 1917    | Deutsche Heeresfeldbahn                                                                  | HFB Brigadelokomotive. Bis Ende 2007 betriebsfähig. |      |
| 5   |           | Decauville         | 0-6-0 WT         | 50 PS       | 1652      | 1916    | Ex-Réseau Nord-Est (Reims)                                                               | Type 17. Betriebsfähig.                             |      |
| 7   | Geneviève | Borsig             | 0-8-0 TT         | 50 PS       | 10334     | 1918    | Polen                                                                                    | HFB Brigadelokomotive. Betriebsfähig.               |      |
| 8   |           | Vulcan, Stettin    | 0-8-0 T          | 150–180 PS  | 3852      | 1925    | Ehemals Deutsche Reichsbahn Nr. 99 3461, davor Mecklenburg-Pommersche Bahn Nr. 9.        | Prototyp. Steht unter Denkmalschutz.                |      |
| 9   |           | Alco-Cooke         | 0-4-2 T          |             | 57148     | 1916    | RL 1257                                                                                  |                                                     |      |
| 10  |           | Franco-Belge       | 0-8-0 TT         | 250–300 PS  | 2836      | 1945    | Ehemals Sucreries Ternynck, Coucy-le-Château und Tramway de Pithiviers à Toury No. 4-14. | Type KDL (Kriegsdampflokomotive). Betriebsfähig.    |      |
| 11  |           | Orenstein & Koppel | 0-6-0 T          | etwa 100 PS | 8083      | 1915    | Ehemals Tramway de Pithiviers à Toury No. 3-6.                                           |                                                     |      |
| 12  |           | Orenstein & Koppel | 0-10-0 T         | etwa 195 PS | 8285      | 1917    | Ehemals Thalbahn Habsheim, später Tramway de Pithiviers à Toury No. 5-3.                 |                                                     |      |
| 13  |           | Orenstein & Koppel | 0-8-0 T DFB      | 70 PS       | 8627      | 1918    | Ehemals Sucreries Coucy-le-Château                                                       | HFB Brigadelokomotive. Leihgabe von AMTUIR          |      |
| 14  |           | Orenstein & Koppel | 0-4-0 T          | 40 PS       | 1486      | 1903    |                                                                                          |                                                     |      |

### Diesellokomotiven
| Nr. | Name                         | Hersteller                                                | Achsfolge | Leistung | Seriennummer | Baujahr | Herkunft                 | Bemerkungen                                                                                               | Foto |
| --- | ---------------------------- | --------------------------------------------------------- | --------- | -------- | ------------ | ------- | ------------------------ | --- | ---- |
| T23 |                              | Plymouth                                                  |           | 70 PS    | 5117         | 1946    |                          | Traktor. Eine der ursprünglichen CFCD-Loks.                                                               |      |
| T24 | Tatra                        | Société de Construction Ferroviaires et Navales (Coferna) |           | 200 PS   | 122          | 1941    |                          | Diesellok mit einem 212 PS luftgekühlten Tatra-Motor. Eine der ursprünglichen CFCD-Loks. Betriebsbereit.  |      |
| T25 | Iveco                        | Coferna                                                   |           | 180 PS   | 123          | 1941    |                          | Diesellok mit einem 180 PS wassergekühlten Iveco-Motor. Eine der ursprünglichen CFCD-Loks. Betriebsfähig. |      |
| T31 |                              | Établissements Billard                                    |           | 100 PS   | 233 T75 G    | 1958    |                          | Diesellok. Betriebsfähig.                                                                                 |      |
| T32 | Simplex                      | Motor Rail Ltd                                            |           | 40 PS    | 588/191      | 1917    |                          | Traktor                                                                                                   |      |
| T37 | Simplex                      | Motor Rail Ltd                                            |           | 20 PS    | 7433         | 1939    |                          | Traktor. Betriebsfähig.                                                                                   |      |
| T33 |                              | Baldwin                                                   | 0-4-0 D   | 50 PS    | 49192        | 1917    |                          | Traktor                                                                                                   |      |
| T36 |                              | Baldwin                                                   |           | 50 PS    | 49966        | 1917    |                          | Traktor                                                                                                   |      |
| T29 |                              | Socofer                                                   |           | 40 PS    | 333 SCF 303  | 1968    |                          | Traktor. Betriebsfähig.                                                                                   |      |
|     | Speeder                      | Fairbanks-Morse                                           |           |          |              | 1917    |                          | Draisine                                                                                                  |      |
|     | Diesellok                    | Plymouth                                                  |           |          |              |         | Ziegelei Chimot in Marly | |      |
|     | Diesellok (500 mm Spurweite) | Heim                                                      |           |          |              |         | Ziegelei Chimot in Marly | |      |

### Wagen
Die CFCD hat mehrere offene bzw. geschlossene Güter- und Personenwagen, deren Fahrgestelle noch aus der Zeit des Ersten Weltkrieges stammen, sowie modernere Güterwagen.